# Dan Wilkinson
Daniel Raymon Wilkinson (Dayton, 13 marzo 1973) è un ex giocatore di football americano statunitense che ha giocato nel ruolo di defensive tackle nella National Football League (NFL). Fu la prima scelta assoluta del Draft NFL 1994 da parte dei Cincinnati Bengals. Al college giocò a football all'Università statale dell'Ohio.

## Carriera professionistica
Wilkinson fu scelto come primo assoluto nel Draft 1994 dai Cincinnati Bengals. Nella sua seconda stagione stabilì il proprio primato in carriera con 8 sack. La stagione successiva guidò la propria squadra con altri 6,5 sack, incluso uno messo a segno in ognuna delle prime cinque giornate. Anche nella stagione successiva guidò i Bengals con 5 sack.
Dopo uno scontro con la proprietà dei Bengals nel dicembre 1997 fu scambiato coi Washington Redskins il 28 febbraio 1998. La sua prima stagione con la nuova squadra fu molto produttiva: mise a segno 7,5 sack e fece registrare il proprio primato in carriera con 60 tackle, giocando più snap di qualsiasi altro uomo della linea difensiva della lega. Nella stagione successiva pareggiò il proprio record in carriera del 1995 con 8 sack e ritornò un fumble per 88 yard in touchdown, il più lungo ritorno della storia di un giocatore dei Redskins in casa e il più lungo di sempre per un uomo della linea difensiva dei Redskins. Nel 2000, Dan scese a un minimo in carriera di 3,5 sack. Anche nella stagione successiva non fece registrare numeri degni di nota ma fu un giocatore chiavi nei blocchi che consentirono ai compagni di squadra grandi giocate. La sua peggior stagione fu quella del 2002 in cui per un infortunio perse quattro partite e per la prima volta non mise a segno alcun sack.
Il 17 agosto 2003, Wilkinson firmò coi Detroit Lions. Malgrado statistiche non eccellenti(24 tackle e 2 sack), ebbe un significativo impatto nella difesa sulle corse dei Lions. La stagione successiva partì come titolare in tutte le 16 gare con un primato in carriera di 2 fumble forzati. Per la terza stagione consecutiva nel 2005 partì sempre come titolare, mettendo a segno 3 sack, il massimo nelle ultime quattro stagioni.
L'ultima stagione della carriera, Wilkinson la disputò coi Miami Dolphins nel 2006 disputando 10 partite con 13 tackle e 3 passaggi deviati.

## Palmarès
- Sports Illustrated All-Pro (2003)

## Statistiche
| Partite totali      | 195  |
| Partite da titolare | 182  |
| Tackle totali       | 388  |
| Sack                | 54,5 |
| Intercetti          | 6    |